# Ford Contour
Ford Contour – samochód osobowy klasy średniej produkowany pod amerykańską marką Ford w latach 1994 – 2000. 

## Historia i opis modelu

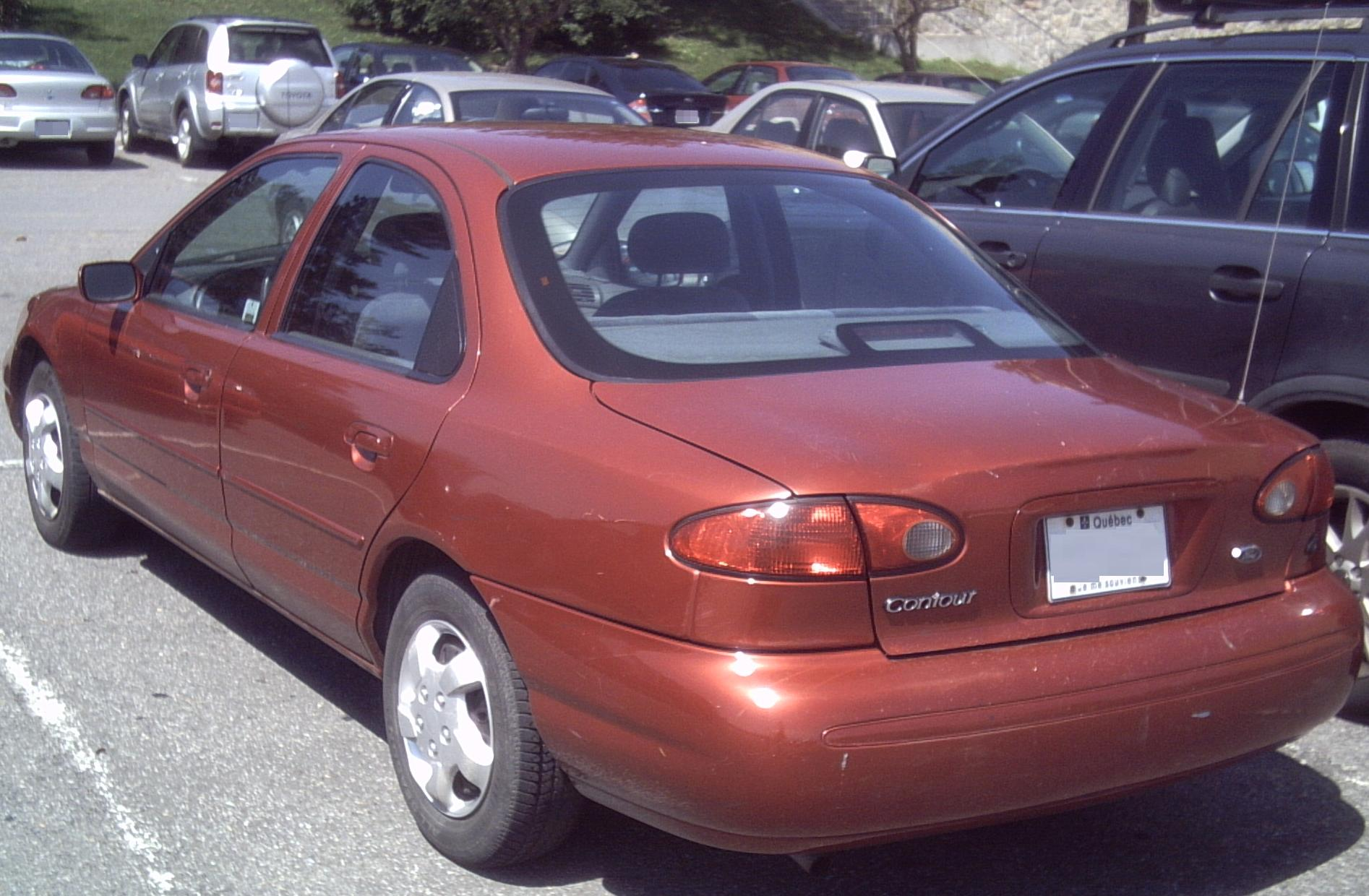
Ford Contour - tył

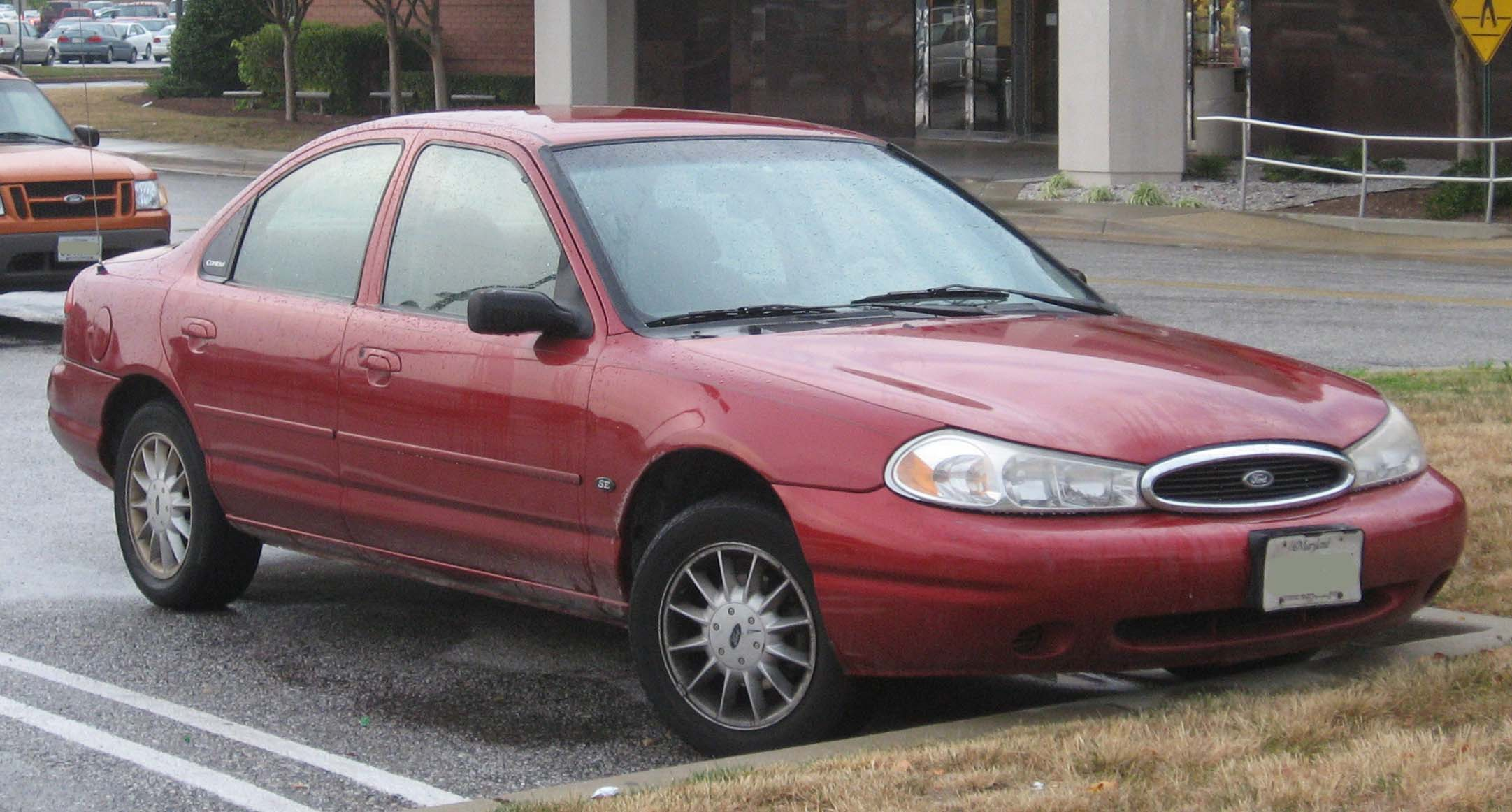
Ford Contour po liftingu

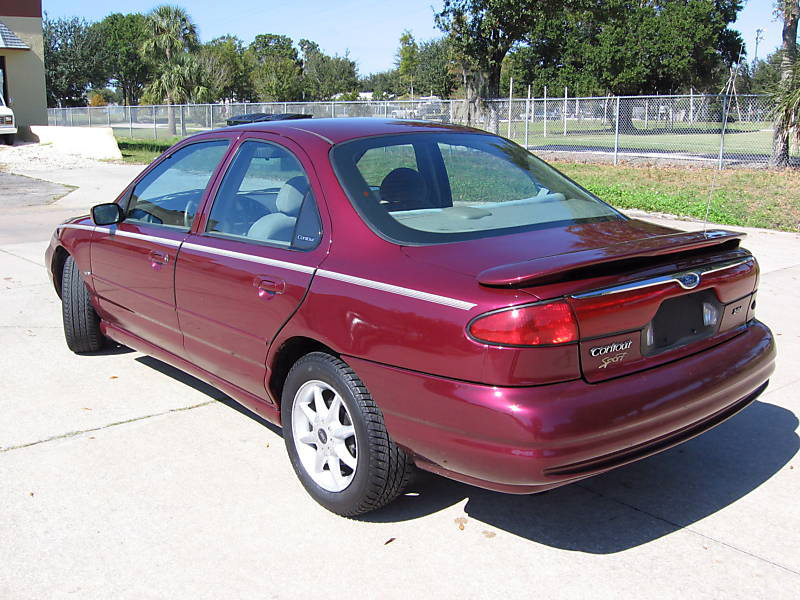
Ford Contour - tył po liftingu

W 1994 roku północnoamerykański oddział Forda przedstawił nowy model klasy średniej, który w dotychczasowej ofercie zastąpił linię Tempo. Ford Contour powstał jako amerykańska odmiana europejskiego Forda Mondeo, odróżniając się od niego wyglądem przedniej i tylnej części nadwozia. W przeciwieństwie do niego, Contour dostępny był tylko jako 4-drzwiowy sedan. 
Do napędu używano silników R4 o pojemności dwóch litrów lub V6 2,5 l. Moc przenoszona była na oś przednią poprzez 4-biegową automatyczną lub 5-biegową manualną skrzynię biegów.

### Lifting
W 1997 roku Ford Contour przeszedł obszerną modernizację, w ramach której samochód upodobnił się stylistycznie do europejskiego Forda Mondeo. Reflektory stały się większe i zyskały bardziej strzeliste kształty, atrapa chłodnicy zyskała chromowaną obwódkę, a z tyłu pojawiły się inne, łączone lampy. 
Produkcja trwała do 2000 roku, kiedy to Ford zdecydował się nie przedstawić bezpośredniego następcy. Ten trafił na rynek dopiero 5 lat później pod nazwą Fusion.

### Silniki
- L4 2.0l Zetec
- V6 2.5l Duratec
- V6 2.5l Duratec SVT

### Dane techniczne
- V6 Duratec 2,5 l (2544 cm³), 4 zawory na cylinder, DOHC
- Układ zasilania: wtrysk
- Średnica cylindra × skok tłoka: 82,40 mm × 79,50 mm
- Stopień sprężania: 10,0:1
- Moc maksymalna: 198 KM (145 kW) przy 6625 obr./min
- Maksymalny moment obrotowy: 224 Nm przy 5625 obr./min
- Przyspieszenie 0-100 km/h: 7,1 s
- Przyspieszenie 0-160 km/h: 19,4 s
- Prędkość maksymalna: 225 km/h